# Dési Frigyes
Dési Frigyes (Budapest, 1912. január 11. – Budapest, 1978. március 26.) magyar meteorológus, egyetemi tanár, tanszékvezető, katona, az Országos Meteorológiai Intézet parancsnoka.

## Életpályája
1929-1933 között a budapesti Pázmány Péter Tudományegyetemen tanult és szerzett matematika-fizika szakos tanári oklevelet (1934), majd a műszaki tudományok doktora (1944) és 1953-ban kandidátus lett. 1937-ben lépett a Meteorológiai Intézet szolgálatába, valamint a Légierő repülő-időjelzői beosztásában is szolgált. A második világháborúban hadifogságba esett. Hazatérte után 1947-től a Magyar Néphadsereg időjelző tisztje lett. 1950. december 15-én kinevezték az Országos Meteorológiai Intézet 15. parancsnokának, 1953-tól igazgatójának. Ezt a pozíciót 1974-ig töltötte be. Nevéhez fűződik, hogy a meteorológus szakképzést az új Meteorológiai Tanszéken 1953-tól jelentősen átszervezte. 1960-tól az Interparlamentáris Unió magyar-olasz tagozatának elnöke volt. Országgyűlési képviselő (1958-1967), 1963-1967-ben a Magyar Népköztársaság Elnöki Tanácsának tagja.

## Tudományos munkája
Sűrűbbé fejlesztette a meteorológiai állomáshálózatokat. Vezetője volt a meteorológiai kutatások, szolgáltatások és a környezetvédelem meteorológiai modelljének gazdasági hatékonyságát segítő munkacsoportnak. Igazgatóságának idején épült meg a pestszentlőrinci obszervatórium, a siófoki viharjelző obszervatórium, és több mezőgazdasági meteorológiai állomás kialakítása. Főbb kutatási területei a légkör egyensúlyi feltételeinek értelmezése, különös tekintettel a zivatarok előrejelzésére. 1970-től az akkor alakult Országos Meteorológiai Szolgálat elnöke volt.

## Írásai
- Aujeszky László, Dési Frigyes, Hajósy Ferenc: Éghajlatunk erdőn, mezőn, üzemekben – 1953. Budapest – Meteorológiai Intézet
- 1953-1975 között szerkesztette az Időjárás című folyóiratot,

## Emlékezete
A Farkasréti temetőben helyezték örök nyugalomra (6/9 1. sor 141. sír)